# Соколов, Григорий Степанович (революционер)
Григорий Степанович Соколов (1882, Сызрань — 26 августа 1966, Москва) — участник революционного движения в России, советский партийный и государственный деятель.

## Биография
Григорий Соколов родился в 1882 году в Сызрани. В 1897 году переехал в Самару, где поступил в техническое железнодорожное училище. Директором училища был А. А. Преображенский, который занимался социал-демократической пропагандой среди железнодорожников. Благодаря ему Соколов попал в кружок марксистов. Там он изучал труды К. Маркса и Ф. Энгельса, выступал с беседами, распространял политическую литературу. Окончив училище в 1901 году, стал ремонтным рабочим на строительство вторых путей Самаро-Златоустовской железной дороги, работал на станции Кропачёво. Позднее работал в Самарской Губернской управе техником по строительству дорог и мостов в Самарском уезде. По службе много ездил по губернии. Занимался революционной пропагандой среди крестьян, распространял нелегальную литературу.
Осенью 1902 года переехал в Санкт-Петербург. Там он в 1903 году вступил в РСДРП. По поручению комитета партии организовал подпольную типографию. Полиция обнаружила типографию, и в 1904 году Соколов был арестован по обвинению в революционной пропаганде и помещён в тюрьму «Кресты». В конце того же года он был освобождён под залог и выслан в Сызрань под надзор полиции.
С 1905 года Соколов — агент по транспортировки литературы Восточного бюро ЦК РСДРП(б). Занимался революционной работой в различных городах страны. В 1909—1911 годах работал на строительстве Трубочного завода в Самаре и одновременно занимался большевистской пропагандой среди рабочих. В 1910 году в качестве делегата партийного съезда был в Париже, где встречался с В. И. Лениным.
После Октябрьской революции работал в Ревеле (Таллине). В 1918 году был членом Военного совета Ревельского укрепрайона.
Вернувшись в Самару, с апреля 1918 по 1923 год работал председателем Губсовнархоза, был членом Губкома и заместителем председателя Губисполкома. С 1923 года работал во Внешторге. В 1931—1939 годах был начальником Водстроя Наркомвода и Главсевморпути по строительству портов. В 1939—1955 годах работал на строительстве оборонных объектов. С 1955 года — на пенсии как пенсионер союзного значения.
Умер в Москве 26 августа 1966 года. Похоронен на Новодевичьем кладбище.

## Память
29 июля 1967 года бывшая улица Орская в Самаре была переименована в улицу Соколова. В октябре 1977 года на здании Куйбышевского индустриально-педагогического техникума была открыта мемориальная доска в память о Г. С. Соколове.